# PZL-230 Skorpion
Il PZL-230 Skorpion fu un aereo da attacco al suolo sviluppato dall'azienda aeronautica polacca Wytwórnia Sprzętu Komunikacyjnego "PZL-Warszawa II" (già Państwowe Zakłady Lotnicze (PLZ) di Varsavia) negli anni novanta e rimasto allo stadio di prototipo.
Destinato al supporto aereo ravvicinato e caratterizzato dall'adozione della tecnologia stealth, benché tecnologicamente avanzato non riuscì ad ottenere alcun contratto di fornitura ed il suo sviluppo venne abbandonato.

## Storia del progetto
Alla fine degli anni ottanta, i vertici dell'aeronautica militare polacca (Siły Powietrzne) espressero l'esigenza di valutare l'adozione di un nuovo aereo da combattimento.
Il progetto fu sviluppato da un team posto sotto la direzione dell'ingegnere Andrzej Frydrychewicz, esperto nella progettazione di aeromobili di caratteristiche avanzate. L'aereo aveva lo scopo di distruggere mezzi blindati e corazzati, risorse tecniche e attrezzature di terra degli aeromobili (elicotteri da combattimento e aerei da trasporto sul campo di battaglia) avversari. Se fosse stato costruito, avrebbe potuto effettuare anche missioni di ricognizione. Il design di questo aereo sfruttava alcune esperienze codotte dalla stessa azienda in quel periodo, come il PZL 130 Orlik; il progetto era molto avanzato ed è stato sviluppato in collaborazione con esperti dell'Università di tecnologia di Varsavia. Il velivolo venne designato PZL-230 Skorpion. La prima versione doveva inizialmente essere un bimotore turboelica, di costruzione economica e facile da costruire e modificare data la sua struttura modulare. Tra le caratteristiche richieste c'era un'elevata manovrabilità e la capacità di decollare e atterrare da piste di soli 250 metri (STOL). I lavori di costruzione iniziarono nel 1989.
Nel 1990 su richiesta del Ministero della Difesa, che richiedeva di elevare la velocità massima dagli originali 640 km/h a circa 1 000 km/h e di portare il carico trasportabile a 4 000 kg, vennero progettate due versioni più avanzate caratterizzate da motore a getto: il PZL 230F e il PZL 230D.
Il 23 dicembre 1992, lo stato maggiore dell'esercito polacco e i rappresentanti del governo presentarono un modello di PZL-230F "Scorpion" in versione jet da combattimento. La struttura più appiattita e il ricorso a materiali compositi, attribuivano al velivolo caratteristiche stealth.
L'ultima evoluzione studiata è stata la PZL-230D, prevista in versione da combattimento (PZL-230DB) e per l'addestramento (PZL-230DT): molto più manovrabile del PZL 230F con un sistema di costruzione modulare in tre fasce, con caratteristiche STOL da piste di 400 metri.
Il progetto era basato in gran parte sulla collaborazione con aziende occidentali del settore, in particolare degli Stati Uniti d'America, che avevano già introdotto tecnologie innovative. Fecero richiesta di partecipare al programma anche aziende note come Lycoming Engines negli Stati Uniti, e e Lear Astronics/Marconi Electronic Systems, Martin-Baker Aircraft e Messier-Dowty dal Regno Unito. Il progetto era stato impostato dal governo come programma strategico. La produzione del velivolo era prevista presso lo stabilimento PZL Warszawa-Okecie e in aggiunta presso la PZL Mielec, in co-produzione con gli altri impianti aeronautici in Polonia. L'aereo non entrò mai in servizio, poiché il progetto fu dichiarato fallito nel 1994. Il modello del "PZL 230F"  dal 26 ottobre 1995 è in mostra presso l'aeroporto di Varsavia Babice.